# Cerocorticium canariense
Cerocorticium canariense är en svampart som beskrevs av Manjón & G. Moreno 1982. Cerocorticium canariense ingår i släktet Cerocorticium och familjen Meruliaceae.   Inga underarter finns listade i Catalogue of Life.